# Јохан Берг Гвидмундсон
Јохан Берг Гвидмундсон (исл. ‎‎Jóhann Berg Guðmundsson; Рејкјавик, 27. октобар 1990) професионални је исландски фудбалер који примарно игра у средини терена на позицији десног крила. Тренутно наступа за Бернли.

## Клупска каријера
Гвидмундсон је каријеру започео као играч исландског Брејдаблика из Коупавогира, за чији први тим је дебитовао 2008. у националном првенству. Почетком 2009. прелази у холандски АЗ са коим потписује петогодишњи уговор. Први меч у Ередивизији одиграо је 8. августа 2010. против НАК Бреде. У сезони 2012/13. са клубом осваја трофеј намењен победнику Купа Холандије.
У лето 2014. потписује двогодишњи уговор са енглеским Чарлтон атлетиком у чијем дресу наступа наредне две сезоне у Чемпионшипу, а потом прелази у редове премијерлигаша Бернлија са којим потписује трогодишњи уговор вредан око 3 милиона евра. Први меч у Премијер лиги одиграо је већ 13. августа 2016. против Свонзија.

## Репрезентативна каријера
За сениорску репрезентацију Исланда дебитовао је 20. августа 2008. у пријатељској утакмици са селекцијом Азербејџана. На квалификационој утакмици за Светско првенство 2014. против Швајцарске, играној 6. септембра 2013. у Берну, постигао је свој први и једини „хет-трик” у каријери, а утакмица је окончана нерешеним резултатом 4:4.
Прво велико такмичење на ком је наступио са репрезентацијом било је Европско првенство 2016. у Француској. На том првенству где је селекција Исланда пласманом у четвртфинале остварила свој најбољи резултат у историји, Гвидмундсон је одиграо свих пет утакмица свог тима.
Селектор Хејмир Халгримсон уврстио га је на списак играча за Светско првенство 2018. у Русији, где је одиграо   укупно 153 минута на утакмицама против Аргентине и Хрватске у групи Д.

### Голови за репрезентацију
| №  | Датум              | Место          | Ривал      | Гол. | Рез. | Такмичење                 |
| -- | ------------------ | -------------- | ---------- | ---- | ---- | ------------------------- |
| 1. | 14. новембар 2012. | Андора ла Веља | Андора     | 1:0  | 2:0  | Пријатељска утакмица      |
| 2. | 6. септембар 2013. | Берн           | Швајцарска | 1:0  | 4:4  | Квалификације за СП 2014. |
| 3. | 6. септембар 2013. | Берн           | Швајцарска | 3:4  | 4:4  | Квалификације за СП 2014. |
| 4. | 6. септембар 2013. | Берн           | Швајцарска | 4:4  | 4:4  | Квалификације за СП 2014. |
| 5. | 5. март 2014.      | Кардиф         | Велс       | 1:1  | 1:3  | Пријатељска утакмица      |
| 6. | 6. октобар 2017.   | Ескишехир      | Турска     | 1:0  | 3:0  | Квалификације за СП 2018. |
| 7. | 9. октобар 2017.   | Рејкјавик      | Косово     | 2:0  | 2:0  | Квалификације за СП 2018. |

## Успеси и признања
АЗ
- Холандски куп (1): 2012/13.